# زراوند مغربي
الزراوند المغربي (باللاتينية: Aristolochia maurorum) نوع نباتي ينتمي إلى جنس الزراوند من الفصيلة الزراوندية.

## الموئل والانتشار
ينتشر في بلاد الشام ووادي النيل وتركيا.